# Đorđe Jokić
Pour les articles homonymes, voir Jokić.
Đorđe Jokić (en serbe en écriture cyrillique : Ђорђе Јокић), né le 20 janvier 1981 à Raška (Yougoslavie aujourd'hui en Serbie) est un footballeur serbe qui évoluait au poste de défenseur central en équipe de Yougoslavie.
En 2004 il est appelé dans la sélection olympique de football de Serbie-et-Monténégro et participe aux JO d'Athènes.

## Carrière
- 1998-2000 :  Bane Raška
- 2000-2005 :  OFK Belgrade
- 2005-2007 :  FK Torpedo Moscou
- 2008-2011 :  Tom Tomsk
- 2012 :  FK Dinamo Briansk
- 2012-2013 :  FK Vojvodina Novi Sad